# L'amante della luna
L'amante della luna è un film muto italiano del 1919 diretto da Achille Consalvi.
Il film è diviso in due episodi:
- L'amante della luna;
- Il viandante.